# 2023 dans le catholicisme
Chronologie du catholicisme
- 2019
- 2020
- 2021
- 2022
- 2023
- 2024
- 2025
- 2026
- 2027

Cet article présente les faits marquants de l'année 2023 dans le catholicisme.

## Évènements
- 5 janvier : Obsèques au Vatican du pape émérite Benoît XVI en présence du pape régnant François.
- 31 janvier au 5 février : voyage apostolique du pape en République démocratique du Congo et au Soudan.
- 2 mars : le pape François demande aux catholiques de prier pour les victimes de violences sexuelles dans l’Église pendant tout le mois de mars[1].
- 22 avril : béatification d'Henri Planchat et d'autres martyrs de la Commune de Paris.
- 28 au 30 avril : voyage apostolique du pape en Hongrie.
- 1er au 6 août : Journées mondiales de la jeunesse à Lisbonne.
- 31 août au 4 septembre : voyage apostolique du pape en Mongolie.
- 22 et 23 septembre : voyage apostolique du pape à Marseille à l'occasion de la rencontre des évêques de la Méditerranée.
- 30 septembre : consistoire pour la création de 21 cardinaux dont 18 électeurs (dont Robert Francis Prevost, futur pape Léon XIV).
- 4 octobre : Inauguration solennelle du « synode sur la synodalité ».

## Décès

### Janvier
- 3 janvier : Norbert Werbs, prélat allemand, évêque auxiliaire de Hambourg et évêque titulaire d'Amaura (de) (° 20 mai 1940)
- 10 janvier : George Pell, cardinal australien de la Curie, archevêque de Sydney (° 8 juin 1941)
- 17 janvier : Lucile Randon (Sœur André), religieuse et supercentenaire français (° 11 février 1904)
- 22 janvier : Bernd Uhl, prélat allemand, évêque auxiliaire de Fribourg-en-Brisgau et évêque titulaire de Malliana (° 23 novembre 1946)

### Février
- 4 février : César Cordero Moscoso, ancien prêtre équatorien, défroqué pour abus sexuels (° 7 juin 1927)
- 14 février : Wilhelm Kurtz, prélat et missionnaire polonais, archevêque de Madang (° 28 mai 1935)

### Mars
- 18 mars : Joseph Powathil (en), prélat indien, archevêque de Changanacherry (en) (° 14 août 1930)
- 26 mars : Karl-Josef Rauber, cardinal allemand, diplomate du Saint-Siège et archevêque titulaire d'Iubaltiana (de) (° 11 avril 1934)

### Avril
- 9 avril : James Timlin, prélat américain, évêque de Scranton (° 5 août 1927)
- 11 avril : Roland Sublon, prêtre, théologien psychanalyste et médecin français (° 25 septembre 1934)
- 12 avril : Jacques Gaillot, prélat français, évêque d'Évreux démis de ses fonctions (° 11 septembre 1935)

### Juin
- 6 juin : Pierre Henrici, prélat jésuite suisse, évêque auxiliaire de Coire et évêque titulaire d'Absorus (° 31 mars 1928)
- 14 juin : Henri Boulad, prêtre jésuite de rite melkite et écrivain égyptien (° 28 août 1931)
- 16 juin : Nicola De Angelis, prélat italien, évêque de Peterborough (° 23 janvier 1939)
- 27 juin : Jean Charbonnier, prêtre, missionnaire et sinologue français (° 3 janvier 1932)

### Juillet
- 11 juillet : Hans-Jochen Jaschke, prélat allemand, évêque auxiliaire de Hambourg et évêque titulaire de Tisili (de) (° 29 septembre 1941)
- 14 juillet : Théodore Khoury, théologien allemand (° 26 mars 1930)

### Août
- 3 août : Elvira Petrozzi, religieuse italienne (° 21 janvier 1937)
- 6 août : 
  - Roger Pirenne, prélat et missionnaire belge, archevêque de Bertoua (° 9 août 1934)
  - Marcel André J. Gervais, prélat canadien, archevêque d'Ottawa (° 21 septembre 1931)
- 9 août : Joseph Ganda, prélat sierra-léonais, archevêque de Freetown (° 22 mars 1932)
- 10 août : Vincentius Sutikno Wisaksono, prélat indonésien, évêque de Surabaya (° 26 septembre 1953)
- 19 août : Howard Hubbard, prélat américain, évêque d'Albany (° 31 octobre 1938)
- 22 août : Eustaquio Pastor Cuquejo Verga, prélat paraguayen, archevêque d'Asuncion (° 20 septembre 1939)
- 26 août : Geraldo Majella Agnelo, cardinal brésilien, archevêque de Saint Salvador de Bahia (° 19 octobre 1933)
- 27 août : Maurice Fréchard, prélat français, archevêque d'Auch (° 3 juillet 1928)

### Septembre
- 5 septembre : Adam Exner, prélat canadien, archevêque de Vancouver (° 24 décembre 1928)
- 8 septembre : Didier Berthet, prélat français, évêque de Saint-Dié (° 11 juin 1962)
- 11 septembre : John F. Wippel, prêtre, théologien, philosophe et enseignant américain (° 21 août 1933)
- 14 septembre : Marcel Agboton, prélat béninois, archevêque de Cotonou (° 16 janvier 1941)

### Octobre
- 4 octobre : Telesphore Toppo, cardinal indien, archevêque de Ranchi (° 15 octobre 1939)
- 14 octobre : Jean-Charles Thomas, prélat français, évêque de Versailles (° 16 décembre 1929)
- 16 octobre : Dimítrios Saláchas, prélat grec de rite grec-catholique, exarque apostolique de l'Église grecque-catholique hellène et évêque titulaire de Carcabia (de) puis de Gratianopolis (de) (° 7 juin 1939)
- 22 octobre : Alfred Kleinermeilert, prélat allemand, évêque auxiliaire de Trèves et évêque titulaire de Pausulae (de) (° 31 mars 1928)
- 31 octobre : Lea Ackermann, religieuse, missionnaire et militante allemand (° 2 février 1937)

### Novembre
- 5 novembre : 
  - Enrique Dussel, philosophe, historien et théologien mexicano-argentin (° 24 décembre 1934)
  - Paolo Magnani, prélat italien, évêque de Trévise (° 31 décembre 1926)
- 9 novembre : François Bacqué, prélat français, diplomate du Saint-Siège et archevêque titulaire de Gradisca (de) (° 2 septembre 1936)
- 12 novembre : Hans Waldenfels, prêtre jésuite, bibliste et théologien allemand (° 20 octobre 1931)
- 19 novembre : Vincentius Sensi Potokota, prélat indonésien, archevêque d'Ende (° 11 juillet 1951)
- 23 novembre : Guy Romano, prélat rédemptoriste et missionnaire français, évêque de Niamey (° 11 juin 1937)
- 30 novembre : Joan Botam i Casals, prêtre capucin, résistant au franquisme et militant catalan (° 21 septembre 1926)

### Décembre
- 3 décembre : Germano Bernardini, prélat capucin et missionnaire italien, archevêque d'Izmir (° 27 septembre 1928)
- 9 décembre : Jean-Yves Saunier, prêtre, arbitre de football et aumônier scout français (° 8 septembre 1941)
- 10 décembre : Nive Voisine, prêtre et historien québécois (° 27 avril 1928)
- 20 décembre : Harrie Smeets, prélat néerlandais, évêque de Ruremonde (° 22 octobre 1960)
- 21 décembre : Frederic Raurell, prêtre capucin et théologien catalan (° 24 septembre 1930)
- 22 décembre : Thomas Stafford Williams, cardinal néo-zélandais, archevêque de Wellington (° 20 mars 1930)